# 倉橋町
倉橋町（くらはしちょう）は、かつて広島県にあった町。安芸郡に属した。広島県の最南端に位置していた町で、町域は呉市南方の瀬戸内海に浮かぶ倉橋島の中部および南部を占めていた。
2005年3月20日に、安芸郡の音戸町・蒲刈町および豊田郡の豊浜町・安浦町・豊町とともに呉市に編入された。

## 地理

### 山
- 岳浦山（491.1メートル）
- 火山（408メートル） - 「ひやま」と読む。かつては激しい噴火を起こしていた。登山道が整備されている。
- 千本岳（164メートル）

### 島
- 倉橋島
- 鹿島
- 羽山島
- 横島
- 黒島

## 沿革
- 1889年4月1日 - 町村制施行に伴い、安芸郡倉橋島村が単独で自治体を形成。
- 1952年6月1日 - 倉橋島村が村名改称の上町制施行して倉橋町になる。
- 1961年12月4日 - 音戸ノ瀬戸に音戸大橋がかかり、本土と倉橋島が陸続きになる。
- 1971年4月 - 町長選挙で不正投票が摘発。5人逮捕、293人が書類送検。町民約1000人が取り調べを受けた[1]。
- 1973年 - 昭和48年に全長623mのトラス橋早瀬大橋がかかり、江田島・能美島（現江田島市）が倉橋島を介して本土と陸続きになる。
- 1975年 - 鹿島大橋がかかり、鹿島が倉橋島を介して本土と陸続きになる。
- 2005年3月20日 - 安芸郡音戸町・蒲刈町および豊田郡豊浜町・安浦町・豊町とともに呉市に編入される。

## 産業
農業と水産業が主産業。特産品としてはみかん、トマト、牡蠣、いりこ、ちりめんじゃこがある。

## 小字
- 石原（いしはら）
- 宇和木（うわぎ）
- 大向（おおこう）
- 大迫（おおさこ）
- 尾曽郷（おそごう）
- 尾立（おたち）
- 海越（かいごし）
- 鹿島上（かしまかみ）
- 鹿島下（かしましも）
- 鹿島中（かしまなか）
- 上河内（かみごうち）
- 鹿老渡（かろうと）
- 小林（こばやし）
- 才ノ木（さいのき）
- 重生（しぎょう）
- 須川（すがわ）
- 長谷（ながたに）
- 灘（なだ）
- 西宇土（にしゅうど）
- 松原（まつばら）
- 室尾（むろお）
- 釣士田（りょうしだ）

市町村制施行から消滅までの約116年間一度も合併を経験してこなかったため、大字は編成されていない。また、これらの小字にはそれぞれ郵便番号が設定されていたが、合併をもって全廃されている。そして一部の小字は生活バスの停留所として使われ続けている。

## 教育（2005年3月19日当時のデータ）

### 小学校
- 倉橋町立宇和木小学校 - 呉市編入後まもなくの2005年3月末で廃校。
- 倉橋町立尾立小学校 - 2013年3月廃校、呉市立倉橋学園倉橋小学校に統合。
- 倉橋町立倉橋小学校 - 2013年3月廃校、呉市立倉橋学園倉橋小学校に統合。
- 倉橋町立倉橋東小学校 - 2013年3月廃校、呉市立倉橋学園倉橋小学校に統合。
- 音戸町倉橋町広域行政組合立明徳小学校 - 呉市立明徳小学校となる。

### 中学校
- 倉橋町立倉橋西中学校 - 2013年3月廃校、呉市立倉橋学園倉橋中学校に統合。
- 倉橋町立倉橋東中学校 - 2013年3月廃校、呉市立倉橋学園倉橋中学校に統合。

※呉市立倉橋学園は、施設一体型小中一貫校として、旧倉橋高校の施設を活用して新設された。

### 高等学校
- 広島県立倉橋高等学校 - 2006年3月末に廃校。

## 交通（2005年3月19日当時のデータ）

### 鉄道
町内に鉄道路線なし。

### バス
- 呉市営バス - 2012年3月に廃止となり、広島電鉄に営業譲渡された。以後は「広電バス呉倉橋島線」として営業。
- 倉橋町営バス - 呉市に編入されてからは、「生活バス」として指定管理者により運行されている。

### 道路
主要地方道
- 広島県道35号音戸倉橋線

一般県道
- 広島県道283号倉橋大向釣士田港線
- 広島県道285号宮ノ口瀬戸線
- 広島県道286号中大迫清田線

## 名所・旧跡
- 長門の造船歴史館 - 倉橋で行われてきた造船と海運の歴史、そして地元の船大工たちが平成元年に復元した遣唐使船などが展示されている[6]。
- 日本最古の洋式ドック跡
- 桂浜ふれあいセンター
- 天然温泉 桂浜温泉館 - 「かつらがはま」と読む。有馬温泉の泉質に近いとされる[誰によって?]。
- 鹿老渡の街並み
- 鹿島の段々畑 - 平地に乏しく山が急斜面な鹿島地区では耕地に石垣が築かれており、その外観がピラミッドに喩えられる[7]。
- 火山 - 「ひやま」と読む。標高408メートル。登山遊歩道が整備されている。
- 丸子山城址
- 桂濱神社 - 本殿は国の重要文化財。
- 白華寺 - 「はっかじ」と読む。真言宗古刹。本尊十一面観音は広島県重要文化財・秘仏。